# Arthur MacArthur Jr.
Arthur MacArthur Jr. (Chicopee, 2 de junho de 1845 – Milwaukee, 5 de setembro de 1912) foi um tenente-general do Exército dos Estados Unidos. Ele se tornou o governador-geral militar das Filipinas ocupadas pelos americanos em 1900; seu mandato terminou um ano depois devido a confrontos com o governador civil, o futuro presidente dos EUA, William Howard Taft.
Seu filho, Douglas MacArthur, foi um dos cinco homens promovidos ao posto cinco estrelas de General do Exército durante a Segunda Guerra Mundial. Além de ambos terem sido promovidos ao posto de oficial general, Arthur MacArthur Jr. e Douglas MacArthur também compartilham a distinção de terem sido os primeiros pai e filho a receberem, cada um, uma Medalha de Honra.

## Biografia
MacArthur nasceu em Chicopee Falls, Massachusetts. Seu pai era Arthur MacArthur, Sr., um advogado, juiz e político americano nascido na Escócia que serviu como quarto governador de Wisconsin (embora por apenas quatro dias), juiz do Tribunal do Circuito de Wisconsin em Milwaukee e juiz associado da Suprema Corte do Distrito de Columbia.  
Sua mãe era Aurelia Belcher (1819–1864), filha de um rico industrial, Benjamin B. Belcher.  Do casamento de seus pais, ele teve um irmão, Frank.  Após a morte de sua mãe em 1864, seu pai se casou novamente com Mary E. Willcut. 

## Carreira militar
Com a eclosão da Guerra Civil, o pai de MacArthur tentou garantir-lhe uma nomeação para a Academia Militar dos Estados Unidos, mesmo na medida em que um senador de Wisconsin levasse o jovem MacArthur para apelar ao presidente Abraham Lincoln na Casa Branca, mas não teve sucesso como todos as vagas disponíveis foram preenchidas. 

### Guerra Civil Americana
Em 4 de agosto de 1862, seu pai garantiu-lhe uma comissão como primeiro-tenente e nomeado ajudante do 24º Regimento de Infantaria Voluntária de Wisconsin, atuando em Chickamauga, Stones River, Chattanooga, na Campanha de Atlanta e em Franklin.
Na Batalha de Missionary Ridge em 25 de novembro de 1863, durante a Campanha de Chattanooga, MacArthur, de 18 anos, inspirou seu regimento durante um ataque frontal espontâneo e descoordenado das forças da União contra as forças confederadas entrincheiradas no topo de uma colina. Durante o ataque, as bandeiras do regimento eram carregadas na frente, de modo que cada porta-bandeira era constantemente um alvo, causando imensas baixas entre eles. MacArthur apreendeu a bandeira de um camarada caído e plantou a bandeira do regimento no topo de Missionary Ridge num momento particularmente crítico, gritando "Em Wisconsin". Por essas ações, foi agraciado com a Medalha de Honra. Ele foi nomeado coronel do Exército da União no ano seguinte. Na época, com apenas 19 anos, ele se tornou reconhecido nacionalmente como "The Boy Colonel" ("O Menino Coronel") (não confundir com Henry K. Burgwyn, conhecido como o "Menino Coronel da Confederação").
MacArthur foi gravemente ferido na Batalha de Franklin, recebendo ferimentos de bala no peito e na perna da pistola de um oficial rebelde, mas acabaria sobrevivendo. 
Em 25 de janeiro de 1864, foi promovido a major e cerca de um ano e meio depois, em 18 de maio de 1865, a tenente-coronel – pouco antes de ser afastado do serviço em 10 de junho de 1865. Em reconhecimento à sua bravura em ação, recebeu brevets (promoções honorárias) a tenente-coronel e coronel datados de 15 de março de 1865.

### Guerras Indígenas Americanas
Com o fim da Guerra Civil em junho de 1865, MacArthur renunciou à sua comissão e começou a estudar direito. Depois de apenas alguns meses, porém, ele decidiu que não era uma boa opção para ele e retomou sua carreira no Exército. Foi readmitido em 23 de fevereiro de 1866, como segundo-tenente do 17º Regimento de Infantaria do Exército Regular, sendo promovido no dia seguinte a primeiro-tenente. Por causa de seu excelente desempenho durante a Guerra Civil, foi promovido em setembro daquele ano a capitão. No entanto, ele permaneceria capitão pelas duas décadas seguintes, já que a promoção era lenta no pequeno exército em tempos de paz.
Entre 1866 e 1884, MacArthur completou missões na Pensilvânia, Nova Iorque, Território de Utah, Louisiana e Arkansas. 
Em 1884, MacArthur tornou-se comandante do posto de Fort Selden, no Novo México. No ano seguinte, participou da campanha contra Gerônimo. Em 1889, foi promovido a Ajudante-General Adjunto do Exército com a patente de major, e foi promovido a tenente-coronel em 1897.

### Guerra Hispano-Americana (1898)
Após a eclosão da Guerra Hispano-Americana, MacArthur servia como ajudante-geral do Terceiro Corpo de Exército na Geórgia. Em junho de 1898 ele foi promovido a general de brigada no exército voluntário. Ele foi nomeado comandante geral da 1ª Brigada, 2ª Divisão, Oitavo Corpo de Exército e liderou-o à vitória na Batalha de Manila em 12 de agosto de 1898. Ele foi promovido a major-general em 13 de agosto de 1898.

### Guerra Filipino-Americana (1899–1902)
Ele liderou a 2ª Divisão do Oitavo Corpo durante a Guerra Filipino-Americana na Batalha de Manila (1899), a campanha de Malolos e a Ofensiva do Norte. Quando a ocupação americana das Filipinas passou das batalhas convencionais para a guerra de guerrilha, MacArthur comandou o Departamento do Norte de Luzon. Em janeiro de 1900, foi nomeado general de brigada do Exército Regular e nomeado governador militar das Filipinas com o comando do Oitavo Corpo, substituindo o general Elwell S. Otis.
Autorizou a expedição, sob o comando do general Frederick Funston, que resultou na captura de Emilio Aguinaldo. MacArthur persuadiu o capturado Aguinaldo a cessar a luta e a jurar lealdade aos Estados Unidos. Ele foi promovido a major-general do Exército Regular em 5 de fevereiro de 1901.
Durante a guerra, o presidente William McKinley demitiu o major-general Elwell S. Otis do comando e substituiu-o por MacArthur, dando-lhe o título de Governador Militar das Filipinas em 6 de maio de 1900.  No entanto, William Howard Taft foi nomeado chefe da Comissão Filipina por McKinley e chegou a Manila em junho de 1900 para efetuar a transição do governo militar para o civil.  MacArthur se opôs firmemente ao momento do envolvimento direto da Comissão Filipina, pois não acreditava que as Filipinas ainda estivessem prontas para o governo civil.  Tanto Taft quanto MacArthur, em correspondências separadas, informaram o Secretário da Guerra, Elihu Root, sobre a disputa entre si e suas opiniões divergentes sobre o futuro das Filipinas.  Em 27 de fevereiro de 1901, logo após promover MacArthur ao posto de major-general, o secretário Root informou ao major-general Adna R. Chaffee que ele sucederia MacArthur como governador militar nas Filipinas. Contudo, Chaffee ficaria subordinado a William Howard Taft, que seria nomeado Governador Civil. 
Em 21 de junho de 1901, o Departamento de Guerra de Root informou a MacArthur que Chaffee o substituiria como chefe militar nas Filipinas, com a mudança ocorrendo em 4 de julho de 1901.  Taft decidiu que "quatro, possivelmente cinco e duas pequenas partes de outras", das 27 províncias organizadas nas Filipinas (16 províncias adicionais permaneceram desorganizadas no final de 1900), "nas quais a insurreição armada continua, permanecerão sob a jurisdição executiva do governador militar e comandante geral".  A controvérsia entre Taft e MacArthur parecia muito aparente quando Taft declarou publicamente que nem sua abordagem do código municipal nem o ato do governo provincial sob Otis e MacArthur formariam um governo perfeito, "embora fosse possível tornar o primeiro muito mais completo do que esta última".  Taft se distanciou ainda mais e trabalhou ao caracterizar os esforços militares anteriores como "duas experiências no governo municipal sob as administrações do General Otis e do General MacArthur antes que a Comissão [Filipina] iniciasse seu trabalho legislativo". 
Após a cerimônia combinada de instalação de Taft e mudança de comando de MacArthur para Chaffee em 4 de julho de 1901, MacArthur fez as malas no mesmo dia e embarcou em um navio para os Estados Unidos. 

### Retorno para os Estados Unidos

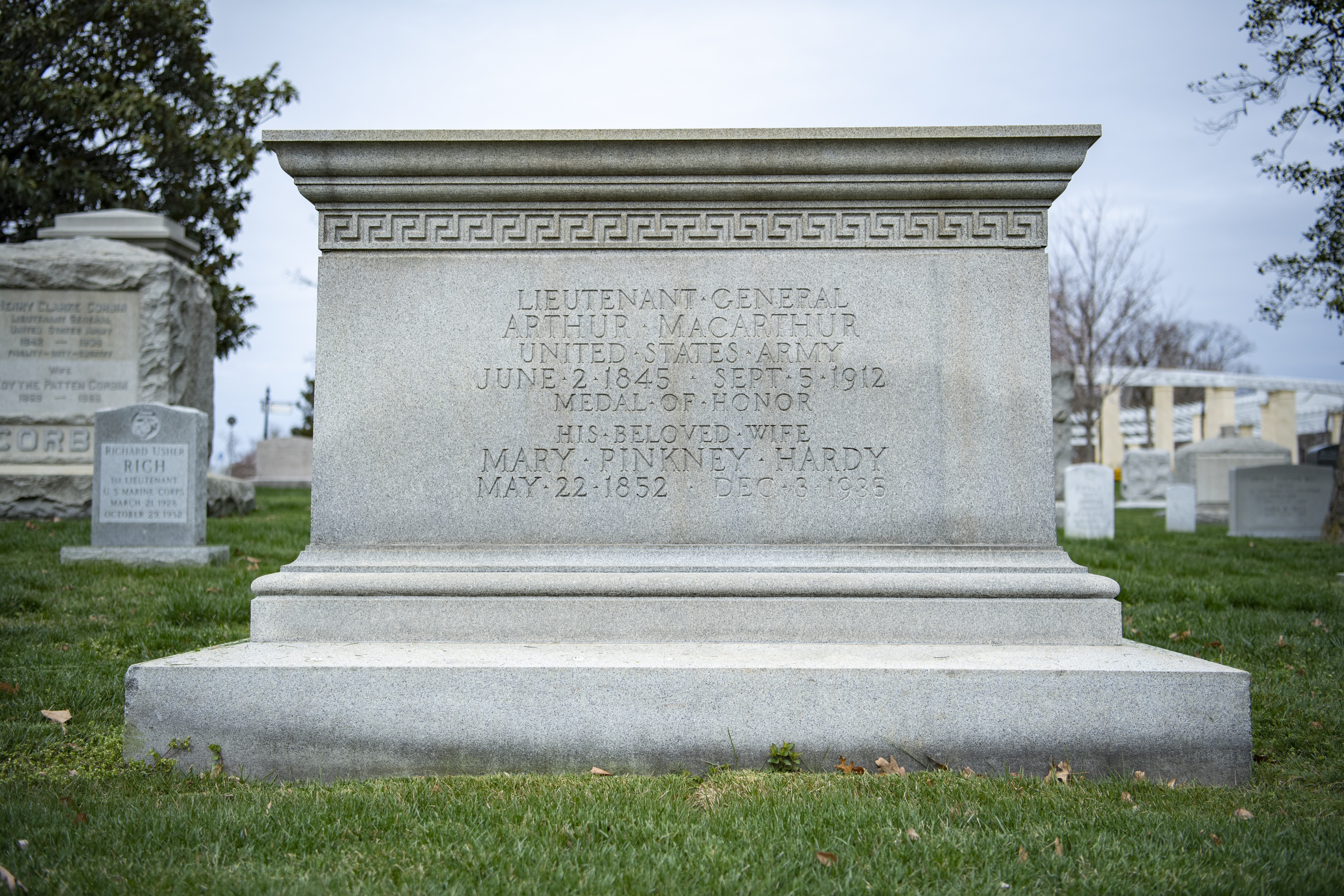
Lápide no Cemitério Nacional de Arlington, Arlington, Virgínia

Nos vários anos que se seguiram, ele foi designado para servir em vários momentos como comandante do Departamento do Colorado, dos Lagos, do Leste e, eventualmente, da Divisão do Pacífico.  Quando a Guerra Russo-Japonesa explodiu no início de 1904, oito oficiais americanos foram prontamente enviados à frente da Manchúria como observadores.  Irritado em seu quartel-general em Fort Mason, São Francisco, MacArthur solicitou que também fosse designado como observador militar ao saber da eclosão da guerra entre a Rússia e o Japão em 1904.  Ele finalmente garantiu a nomeação, mas chegou à Manchúria em meados de março de 1905, logo após o fim dos principais combates com o triunfo japonês na Batalha de Mukden.  Quando a Conferência de Paz de Portsmouth foi convocada em agosto, MacArthur foi enviado a Tóquio como adido militar da legação americana. 
Durante a viagem do Secretário da Guerra William Howard Taft ao Japão em 1905, Taft também se encontrou com MacArthur, já que ele era agora o adido militar dos Estados Unidos no Japão, em Yokohama (provavelmente no Oriental Palace Hotel onde MacArthur e sua esposa, a Sra. " Pinky" MacArthur, estavam hospedados). No decorrer desta reunião, foi decidido que o primeiro-tenente Douglas MacArthur substituiria o capitão Paul W. West como ajudante de campo do major-general MacArthur e o acompanharia em uma 'missão de reconhecimento' a vários países asiáticos a partir de 1º de novembro de 1905, até o final de junho de 1906, viajando mais de 20,000 milhas (32,187 km). 
Em 17 de julho de 1906, MacArthur, a Sra. MacArthur e Douglas MacArthur partiram de Yokohama e chegaram a São Francisco para retomar seu posto em Fort Mason como Comandante da Divisão do Pacífico.  Nessa função, ele foi promovido a tenente-general em setembro de 1906, mas embora agora fosse o oficial de mais alta patente do Exército, não foi elevado a chefe do Estado-Maior naquela época ou mais tarde.  O Brigadeiro-General J. Franklin Bell foi nomeado chefe do Estado-Maior enquanto MacArthur estava na Ásia em 14 de abril de 1906, e posteriormente promovido a major-general em 3 de janeiro de 1907. 
No início de 1907, MacArthur, após 47 anos de serviço dedicado e distinto, foi informado pelo Departamento de Guerra de Taft que havia sido preterido para chefe do Estado-Maior do Exército.  Em vez de chefe de gabinete, foi-lhe oferecido o comando do departamento Leste.  MacArthur recusou a oferta de Taft de comandar o departamento Oriental, afirmando que isso significaria uma humilhante redução de autoridade para ele.  MacArthur propôs que o Departamento de Guerra aceitasse sua aposentadoria ou o designasse para algum "dever especial" que não seria uma afronta à sua honra.  Pouco depois, MacArthur recebeu ordens para 'seguir para Milwaukee, para lá desempenhar as funções que posteriormente lhe forem atribuídas', mas nenhuma outra tarefa lhe foi atribuída.  Taft foi empossado como Presidente dos Estados Unidos em março de 1909, e MacArthur aposentou-se discretamente do Exército em 2 de junho de 1909. 
MacArthur nunca realizou seu sonho de comandar todo o Exército. Ele foi um dos últimos oficiais da ativa no Exército que serviu na Guerra Civil.
MacArthur foi eleito membro da Ordem Militar da Legião Leal dos Estados Unidos (MOLLUS) em 1868 e recebeu a insígnia número 648. Em 6 de maio de 1908, foi eleito comandante do Comando Wisconsin de MOLLUS. Ele foi eleito vice-comandante-chefe sênior da Ordem em 18 de outubro de 1911, e tornou-se comandante-chefe da Ordem após a morte do contra-almirante George W. Melville em 17 de março de 1912. Ele ocupou o cargo até sua morte, seis meses depois.

## Vida pessoal
Em 19 de maio de 1875, MacArthur casou-se com Mary Pinkney "Pinky" Hardy (1852–1935), filha de Thomas A. Hardy de Norfolk, Virgínia.  Juntos, eles tiveram três filhos: 
- Arthur MacArthur III (1876–1923), Capitão da Marinha dos Estados Unidos que recebeu a Cruz da Marinha na Primeira Guerra Mundial.
- Malcolm MacArthur (1878–1883), morreu jovem de sarampo. [25]
- Douglas MacArthur (1880–1964), General do Exército dos Estados Unidos, nasceu no Arsenal Barracks em Little Rock, Arkansas [26] [27]

Em 5 de setembro de 1912, enquanto discursava em uma reunião dos 24º Veteranos de Wisconsin em Milwaukee, MacArthur foi repentina e fatalmente acometido por um ataque apoplético (agora conhecido como derrame).  Ao narrar "uma das mais notáveis expedições de reconhecimento da guerra", MacArthur disse aos seus homens: "Sua coragem indomável...", depois interrompeu o seu discurso com as palavras: "Camaradas, estou demasiado fraco para continuar". Ele sentou-se novamente e desmaiou, morrendo momentos depois.  Um jovem médico interno, servindo como garçom no banquete, declarou-o morto na plataforma.  William J. Cronyn, Cirurgião-Geral do Grande Exército da República do Estado de Nova York, e veterano da Guerra Civil no 30º Michigan, também esteve presente e ligou para a Sra. ela sobre a morte do General por telefone. 
MacArthur e o major-general Charles King, um oficial aposentado e amigo próximo de MacArthur, realizaram o desejo final de MacArthur de não ser vestido [enterrado] com seu uniforme e de que o serviço fúnebre fosse 'totalmente desprovido' de exibição militar.  Com exceção dos dois filhos de MacArthur, o único oficial militar ativo presente no funeral foi um coronel solitário de um forte próximo.  Finalmente, de acordo com o desejo final de MacArthur, ele foi enterrado em um cemitério em Milwaukee, e não no Cemitério Nacional de Arlington.  Ele foi originalmente enterrado em Milwaukee na segunda-feira, 7 de setembro de 1912, mas foi transferido para o Sepultura 2 da Seção 856-A do Cemitério Nacional de Arlington em 1926. Ele está enterrado entre outros membros da família lá, enquanto seu filho Douglas escolheu ser enterrado em Norfolk, Virgínia, cidade natal de sua mãe, Mary Pinkney Hardy, e local da casa da família Hardy, Riveredge. 
A Ordem Militar da Legião Leal dos Estados Unidos preparou e imprimiu um elogio elogiando o histórico militar de MacArthur e exaltando "seu fervoroso patriotismo, sua lealdade inabalável, sua aceitação silenciosa e militar de condições pouco esperadas em vista de seus grandes serviços e posição exaltada ". 
Por alguma razão, a Sra. MacArthur só recebeu uma pensão de apenas $ 1.200,00/por ano depois que MacArthur morreu em 5 de setembro de 1912, enquanto as viúvas de todos os outros tenentes-generais recebiam $ 2.500,00/por ano.   James Flanders, advogado de Milwaukee e amigo de longa data de MacArthur, liderou uma luta longa, mas bem-sucedida, para que a pensão da Sra. MacArthur fosse aumentada para um valor igual ao das viúvas de outros tenentes-generais.  William Howard Taft era presidente dos Estados Unidos na época (março de 1909 - março de 1913), Elihu Root era senador por Nova York na época (março de 1909 - março de 1915), e o Bureau of Pensions administrava pensões para militares de 1832 a 1930. O Bureau of Pensions tinha duas funções: (1) avaliar e aprovar ou negar reivindicações e (2) pagar os benefícios aprovados. Durante esse mesmo período, a carga de trabalho da Repartição foi significativamente reduzida devido à morte de muitos pensionistas da Guerra Civil no início do século XX.

## Prêmios e honras

### Honras militares
- Medalha de Honra
- Medalha de Campanha da Guerra Civil
- Medalha de Campanha Indígena
- Medalha da Campanha Espanhola
- Medalha da Campanha Filipina

### Citação da Medalha de Honra
Classificação e Organização:
Primeiro-Tenente e Ajudante, 24ª Infantaria de Wisconsin. Local e data: Em Missionary Ridge, Tennessee, 25 de novembro de 1863. Início do serviço em: Milwaukee, Wisconsin. Nascimento: Springfield, Massachusetts. Data de emissão: 30 de junho de 1890.
Citação:
Aproveitou as cores de seu regimento em um momento crítico e as plantou nas obras capturadas no topo de Missionary Ridge.

### Legado
Fort MacArthur, que protegeu o porto de San Pedro, Califórnia, de 1914 a 1974, foi nomeado em homenagem ao General Arthur MacArthur. Camp MacArthur, um campo de treinamento da Primeira Guerra Mundial em Waco, Texas, também foi nomeado em homenagem ao General. 
Um dos colegas oficiais de MacArthur no 24º Wisconsin foi o futuro senador dos Estados Unidos John L. Mitchell, pai do polêmico aviador do Exército, major-general Billy Mitchell. O filho de MacArthur, General Douglas MacArthur, foi membro da corte marcial do jovem Mitchell em 1925.
O ator Tom Palmer (1912-1997) interpretou Arthur MacArthur Jr. no episódio de 1959, "The Little Trooper", da série de antologia de televisão sindicalizada, Death Valley Days, apresentada por Stanley Andrews. O ator infantil Bryan Russell (1952-2016) interpretou o filho de quatro anos de Arthur, Douglas, tema do título do episódio, ambientado em Fort Selden, no Território do Novo México. Leonard Bremen (1915-1986) foi escalado para interpretar o soldado Norkul, que tem um interesse protetor no jovem Douglas. 

## Cronologia de patentes
| Barreta | Patente            | Componente       | Data                    |
| ------- | ------------------ | ---------------- | ----------------------- |
|         | Primeiro-tenente   | 24º Wisconsin    | 24 de agosto de 1862    |
|         | Major              | 24º Wisconsin    | 25 de janeiro de 1864   |
|         | Coronel Brevet     | Voluntários      | 13 de março de 1865     |
|         | Tenente-coronel    | 24º Wisconsin    | 18 de maio de 1865      |
|         | Segundo-tenente    | Exército Regular | 23 de fevereiro de 1866 |
|         | Primeiro-tenente   | Exército Regular | 24 de fevereiro de 1866 |
|         | Capitão            | Exército Regular | 28 de julho de 1866     |
|         | Major              | Exército Regular | 21 de julho de 1889     |
|         | Tenente-coronel    | Exército Regular | 26 de maio de 1896      |
|         | Brigadeiro-general | Voluntários      | 27 de maio de 1898      |
|         | Major-general      | Voluntários      | 28 de agosto de 1898    |
|         | Brigadeiro-general | Exército Regular | 2 de janeiro de 1900    |
|         | Major-general      | Exército Regular | 5 de fevereiro de 1901  |
|         | Tenente-general    | Exército Regular | 15 de setembro de 1906  |

Exército da União
- Primeiro-tenente, 24º Regimento de Infantaria Voluntária de Wisconsin, Exército da União – 4 de agosto de 1862
- Major, 24º Regimento de Infantaria Voluntária de Wisconsin, Exército da União – 25 de janeiro de 1864
- Tenente-coronel Brevet e Coronel Brevet - 13 de março de 1865
- Tenente Coronel, 24º Regimento de Infantaria Voluntária de Wisconsin, Exército da União – 18 de maio de 1865
- Retirado do Serviço Voluntário - 10 de junho de 1865
- Coronel, 24º Regimento de Infantaria Voluntária de Wisconsin, Exército da União - 13 de junho de 1865 (comissionado, mas não convocado)

Exército dos Estados Unidos
- Segundo-tenente – 23 de fevereiro de 1866
- Primeiro-tenente – 24 de fevereiro de 1866
- Capitão – 28 de julho de 1866
- Major – 1º de julho de 1889
- Tenente-coronel – 26 de maio de 1896
- Brigadeiro-general de Voluntários – 27 de maio de 1898
- Major-general de Voluntários – 13 de agosto de 1898
- Brigadeiro-general (Exército Regular) - 2 de janeiro de 1900
- Major-general – 5 de fevereiro de 1901
- Tenente-general – 15 de setembro de 1906

## Na cultura popular
- MacArthur foi um personagem do romance de história alternativa 1901, de Robert Conroy (1995).
- MacArthur foi retratado por James Paolleli no filme filipino El Presidente (2012).
- MacArthur foi retratado por Miguel Faustmann no filme filipino Heneral Luna (2015) e sua sequência, Goyo: Ang Batang Heneral (2018).